# Eleições estaduais no Rio Grande do Sul em 1978
As eleições estaduais no Rio Grande do Sul em 1978 transcorreu sob as regras do Ato Institucional Número Três e do Pacote de Abril: em 1º de setembro ocorreu a via indireta onde a ARENA elegeu o governador Amaral de Souza, o vice-governador Otávio Germano e reelegeu o senador Tarso Dutra. A fase seguinte sobreveio em 15 de novembro tal como nos outros estados brasileiros e nela o MDB elegeu o senador Pedro Simon e obteve maioria dentre os 32 deputados federais e 56 estaduais que foram eleitos.
Nascido em Palmeira das Missões, o governador Amaral de Souza iniciou carreira política no PSD, ao qual filiou-se antes dos 18 anos. Graduado em Filosofia em 1951 e em Direito no ano seguinte na Pontifícia Universidade Católica do Rio Grande do Sul, chegou a vice-presidente da União Nacional dos Estudantes. Venceu sua primeira eleição em 1959 como vereador em Palmeira das Missões e em 1962 foi eleito deputado estadual, migrando à ARENA após o Regime Militar de 1964, elegendo-se deputado federal em 1966 e 1970. Vinculado politicamente a Tarso Dutra, recebeu dele o apoio para eleger-se vice-governador na chapa de Sinval Guazzelli em 1974 e para chegar ao Palácio Piratini em 1978 após decisão do presidente Ernesto Geisel.
Além de contar com o senador Paulo Brossard, o MDB elegeu o advogado Pedro Simon para representar o estado em Brasília. Formado na Pontifícia Universidade Católica do Rio Grande do Sul e político desde a época de estudante foi eleito vereador pelo PTB de Caxias do Sul, em 1959, e deputado estadual em 1962, 1966, 1970 e 1974 num período onde presidiu o diretório estadual do MDB mediante o bipartidarismo imposto pelo Regime Militar de 1964. Antes o voto biônico permitiu que Tarso Dutra fosse mantido no Senado Federal, onde chegou no pleito de 1970 após um mandato de deputado estadual, cinco de deputado federal e uma passagem pelo Ministério da Educação no governo Costa e Silva, sendo mantido no cargo pela Junta Militar de 1969. 

## Resultado da eleição para governador
O Colégio Eleitoral do Rio Grande do Sul era composto por 524 membros sendo dominado pela ARENA, porém a ausência do MDB e a impugnação de dez delegados arenistas reduziu para 307 o número de votantes que votaram unanimemente nos candidatos apresentados.
| Candidatos a governador do estado | Candidatos a vice-governador | Número | Coligação             | Votação | Percentual |
| --------------------------------- | ---------------------------- | ------ | --------------------- | ------- | ---------- |
| Amaral de Souza ARENA             | Otávio Germano ARENA         | -      | ARENA (sem coligação) | 307     | 100%       |

## Resultado da eleição para senador

### Mandato biônico de oito anos
Eleição realizada por via indireta num Colégio Eleitoral convocado para este fim.
| Candidatos a senador da República | Candidatos a suplente de senador         | Número | Coligação             | Votação | Percentual |
| --------------------------------- | ---------------------------------------- | ------ | --------------------- | ------- | ---------- |
| Tarso Dutra ARENA                 | Otávio Cardoso ARENA Mário Mondino ARENA | -      | ARENA (sem coligação) | 307     | 100%       |

### Mandato direto de oito anos
Seria eleito o candidato mais votado a partir da soma das sublegendas conforme registro do Tribunal Regional Eleitoral do Rio Grande do Sul cujos arquivos mencionam 2.842.600 votos nominais (90,82%) 174.766 votos em branco (5,58%) e 112.719 votos nulos (3,60%) resultando no comparecimento de 3.130.085 eleitores.
| Candidatos a senador da República | Candidatos a suplente de senador      | Número | Coligação             | Votação   | Percentual |
| --------------------------------- | ------------------------------------- | ------ | --------------------- | --------- | ---------- |
| Pedro Simon MDB                   | Alcides Saldanha MDB Ivo Sprandel MDB | -      | MDB (em sublegenda)   | 1.751.469 | 61,61%     |
| Mário Bernardino Ramos ARENA      | -                                     | -      | ARENA (em sublegenda) | 620.405   | 21,83%     |
| Mariano da Rocha ARENA            | -                                     | -      | ARENA (em sublegenda) | 329.982   | 11,61%     |
| Gay da Fonseca ARENA              | -                                     | -      | ARENA (em sublegenda) | 140.744   | 4,95%      |

## Deputados federais eleitos
São relacionados os candidatos eleitos com informações complementares da Câmara dos Deputados.

Representação eleita
  MDB: 18
  ARENA: 14

| Deputados federais eleitos | Partido | Votação | Percentual | Cidade onde nasceu   | Unidade federativa | Anotações             |
| Alceu Collares             | MDB     | 112.640 |            | Bagé                 | Rio Grande do Sul  |                       |
| Cláudio Strassburger       | ARENA   | 105.543 |            | Porto Alegre         | Rio Grande do Sul  | [ nota 5 ]            |
| Nelson Marchezan           | ARENA   | 99.973  |            | Santa Maria          | Rio Grande do Sul  |                       |
| Jair Soares                | ARENA   | 97.438  |            | Porto Alegre         | Rio Grande do Sul  | [ nota 6 ] [ nota 7 ] |
| Carlos Chiarelli           | ARENA   | 80.319  |            | Pelotas              | Rio Grande do Sul  | [ nota 8 ]            |
| Fernando Gonçalves         | ARENA   | 70.968  |            | Palmeira das Missões | Rio Grande do Sul  | [ nota 9 ]            |
| Victor Faccioni            | ARENA   | 70.223  |            | Caxias do Sul        | Rio Grande do Sul  | [ nota 7 ]            |
| Pedro Germano              | ARENA   | 62.945  |            | Cachoeira do Sul     | Rio Grande do Sul  |                       |
| Getúlio Dias               | MDB     | 62.819  |            | Pelotas              | Rio Grande do Sul  |                       |
| Rosa Flores                | MDB     | 59.723  |            | Montenegro           | Rio Grande do Sul  |                       |
| Alexandre Machado          | ARENA   | 58.392  |            | Arroio Grande        | Rio Grande do Sul  | [ nota 10 ]           |
| Waldir Walter              | MDB     | 58.264  |            | Santa Maria          | Rio Grande do Sul  |                       |
| Júlio Costamilan           | MDB     | 57.895  |            | Caxias do Sul        | Rio Grande do Sul  |                       |
| Jairo Brum                 | MDB     | 57.604  |            | Guaporé              | Rio Grande do Sul  |                       |
| João Gilberto              | MDB     | 53.414  |            | Quaraí               | Rio Grande do Sul  |                       |
| Magnus Guimarães           | MDB     | 52.330  |            | Santo Ângelo         | Rio Grande do Sul  |                       |
| Odacir Klein               | MDB     | 51.514  |            | Getúlio Vargas       | Rio Grande do Sul  |                       |
| Jorge Uequed               | MDB     | 51.173  |            | Rio Grande           | Rio Grande do Sul  |                       |
| Lidovino Fanton            | MDB     | 50.061  |            | Farroupilha          | Rio Grande do Sul  | [ nota 11 ]           |
| Augusto Trein              | ARENA   | 49.175  |            | Passo Fundo          | Rio Grande do Sul  | [ nota 7 ]            |
| Aluizio Paraguassu         | MDB     | 48.314  |            | Porto Alegre         | Rio Grande do Sul  |                       |
| Alberto Hoffmann           | ARENA   | 46.885  |            | Ijuí                 | Rio Grande do Sul  | [ nota 7 ]            |
| Lauro Rodrigues            | MDB     | 45.672  |            | General Câmara       | Rio Grande do Sul  | [ nota 12 ]           |
| Cardoso Fregapani          | MDB     | 44.599  |            | Taquari              | Rio Grande do Sul  |                       |
| Hugo Mardini               | ARENA   | 43.105  |            | Porto Alegre         | Rio Grande do Sul  |                       |
| Eloar Guazzelli            | MDB     | 39.901  |            | Vacaria              | Rio Grande do Sul  |                       |
| Darcy Pozza                | ARENA   | 36.625  |            | Bento Gonçalves      | Rio Grande do Sul  |                       |
| Aldo Fagundes              | MDB     | 36.171  |            | Alegrete             | Rio Grande do Sul  |                       |
| Eloy Lenzi                 | MDB     | 35.951  |            | Lagoa Vermelha       | Rio Grande do Sul  |                       |
| Carlos Santos              | MDB     | 34.006  |            | Rio Grande           | Rio Grande do Sul  |                       |
| Alcebíades de Oliveira     | ARENA   | 32.501  |            | Santo Ângelo         | Rio Grande do Sul  |                       |
| Emídio Perondi             | ARENA   | 29.592  |            | Tupanciretã          | Rio Grande do Sul  |                       |
| Fonte:                     |         |         |            |                      |                    |                       |

## Deputados estaduais eleitos
São relacionados os candidatos eleitos com informações complementares da Assembleia Legislativa. Das 56 cadeiras da Assembleia Legislativa do Rio Grande do Sul o MDB superou a ARENA por trinta e um a vinte e cinco.

Representação eleita
  MDB: 31
  ARENA: 25

| Deputados estaduais eleitos     | Partido | Votação | Percentual | Cidade onde nasceu     | Unidade federativa |
| José Fogaça                     | MDB     | 60.059  |            | Porto Alegre           | Rio Grande do Sul  |
| Airton Santos Vargas            | ARENA   | 43.627  |            | Pelotas                | Rio Grande do Sul  |
| Carlos Giacomazzi               | MDB     | 40.913  |            | Erechim                | Rio Grande do Sul  |
| Lélio Souza                     | MDB     | 40.705  |            | Rosário do Sul         | Rio Grande do Sul  |
| Ibsen Pinheiro                  | MDB     | 40.386  |            | São Borja              | Rio Grande do Sul  |
| Geraldo Germano                 | ARENA   | 39.547  |            | Cachoeira do Sul       | Rio Grande do Sul  |
| Algir Lorenzon                  | MDB     | 38.678  |            | Catuípe                | Rio Grande do Sul  |
| Ricardo Leonidas Ribas          | ARENA   | 37.736  |            | Santo Ângelo           | Rio Grande do Sul  |
| Cezar Schirmer                  | MDB     | 36.158  |            | Santa Maria            | Rio Grande do Sul  |
| Rubem Scheid                    | ARENA   | 35.313  |            | Serafina Corrêa        | Rio Grande do Sul  |
| Romildo Bolzan                  | MDB     | 31.768  |            | Cachoeira do Sul       | Rio Grande do Sul  |
| Dorival de Oliveira             | MDB     | 30.326  |            | Gravataí               | Rio Grande do Sul  |
| Eligio Meneghetti               | MDB     | 29.508  |            | Porto Alegre           | Rio Grande do Sul  |
| Guido Moesch                    | ARENA   | 29.482  |            | Arroio do Meio         | Rio Grande do Sul  |
| Porfírio Peixoto                | MDB     | 29.182  |            | São Luiz Gonzaga       | Rio Grande do Sul  |
| Antonio Azevedo                 | ARENA   | 27.894  |            | Passo Fundo            | Rio Grande do Sul  |
| Firmino Girardello              | ARENA   | 27.747  |            | Guaíba                 | Rio Grande do Sul  |
| Rubi Diehl                      | ARENA   | 27.432  |            | Viamão                 | Rio Grande do Sul  |
| Celso Testa                     | MDB     | 27.052  |            | Passo Fundo            | Rio Grande do Sul  |
| Victório Trez                   | MDB     | 26.423  |            | Guaporé                | Rio Grande do Sul  |
| Romeu Martinelli                | ARENA   | 25.755  |            | Passo Fundo            | Rio Grande do Sul  |
| Rospide Netto                   | MDB     | 25.328  |            | Iraí                   | Rio Grande do Sul  |
| Adylson Motta                   | ARENA   | 24.799  |            | São Luiz Gonzaga       | Rio Grande do Sul  |
| Dercy Furtado                   | ARENA   | 24.708  |            | Gravataí               | Rio Grande do Sul  |
| Jarbas Lima                     | ARENA   | 24.468  |            | Lagoa Vermelha         | Rio Grande do Sul  |
| João Severiano                  | MDB     | 24.468  |            | Santa Margarida do Sul | Rio Grande do Sul  |
| Aldo Pinto                      | MDB     | 24.330  |            | Palmeira das Missões   | Rio Grande do Sul  |
| Carlos Augusto de Souza         | MDB     | 24.041  |            | Venâncio Aires         | Rio Grande do Sul  |
| Sérgio Ilha Moreira             | ARENA   | 23.929  |            | Porto Alegre           | Rio Grande do Sul  |
| Gabriel Malmann                 | MDB     | 23.529  |            | Bagé                   | Rio Grande do Sul  |
| Erasmo Chiapetta                | MDB     | 23.126  |            | São Gabriel            | Rio Grande do Sul  |
| André Nivaldo Jager Soares      | MDB     | 23.119  |            | Uruguaiana             | Rio Grande do Sul  |
| João Satte                      | MDB     | 22.476  |            | Sapiranga              | Rio Grande do Sul  |
| Caetano Peruchin                | MDB     | 21.769  |            | Santa Rosa             | Rio Grande do Sul  |
| Marques de Mattos               | MDB     | 21.274  |            | Capela de Santana      | Rio Grande do Sul  |
| Rubens Ardenghi                 | ARENA   | 20.982  |            | Palmeira das Missões   | Rio Grande do Sul  |
| José Albrecht                   | MDB     | 20.822  |            | Sapucaia do Sul        | Rio Grande do Sul  |
| Cícero Viana                    | ARENA   | 20.329  |            | Palmeira das Missões   | Rio Grande do Sul  |
| Júlio Vianna                    | MDB     | 20.199  |            | Cruz Alta              | Rio Grande do Sul  |
| Antenor Ferrari                 | MDB     | 19.967  |            | Bento Gonçalves        | Rio Grande do Sul  |
| Camilo Moreira                  | ARENA   | 19.932  |            | Sapucaia do Sul        | Rio Grande do Sul  |
| Élio Corbellini                 | MDB     | 19.767  |            | Porto Alegre           | Rio Grande do Sul  |
| Américo Copetti                 | MDB     | 19.622  |            | Santo Ângelo           | Rio Grande do Sul  |
| Sedenir Martins                 | MDB     | 19.257  |            | Santana do Livramento  | Rio Grande do Sul  |
| Walter Troina                   | MDB     | 19.091  |            | Esteio                 | Rio Grande do Sul  |
| Loris Reali                     | ARENA   | 18.995  |            | Novo Hamburgo          | Rio Grande do Sul  |
| Ivo Mainardi                    | MDB     | 18.949  |            | Arroio do Tigre        | Rio Grande do Sul  |
| Silvérius Kirst                 | ARENA   | 18.878  |            | Santa Cruz do Sul      | Rio Grande do Sul  |
| Vercidino Albarello             | ARENA   | 18.836  |            | Palmitinho             | Rio Grande do Sul  |
| Alceu Francisco Martins da Rosa | ARENA   | 18.680  |            | Taquara                | Rio Grande do Sul  |
| Antonino Fornari                | ARENA   | 18.580  |            | Arroio do Meio         | Rio Grande do Sul  |
| Gil Cunegatto Marques           | MDB     | 18.521  |            | Santa Rosa             | Rio Grande do Sul  |
| Pedro Américo Leal              | ARENA   | 18.247  |            | Rio de Janeiro         | Rio de Janeiro     |
| Jesus Guimarães                 | ARENA   | 18.231  |            | Passo Fundo            | Rio Grande do Sul  |
| Oscar Westendorff               | ARENA   | 18.163  |            | São Lourenço do Sul    | Rio Grande do Sul  |
| Francisco Spiandorello          | ARENA   | 17.977  |            | Caxias do Sul          | Rio Grande do Sul  |